# ルイス・サロム
ルイス・ハイメ・サロム・ホラシュ (Luís Jaime Salom Horrach, 1991年8月7日 - 2016年6月3日) は、スペインのオートバイレーサー。

## 経歴

### キャリア初期
地中海に浮かぶマリョルカ島の都市パルマ・デ・マヨルカに生まれる。家がヤマハのディーラーを営んでおり、サロムは僅か2歳のときに初めてのオートバイとしてミニモトクロッサーのPW50に乗った。8歳のときにはバレアレス諸島のスーパーモタード選手権50ccクラスでチャンピオンとなった。その後ロードレースに転向し、2005・2006年と2年連続でバレアレス選手権125ccクラスのチャンピオンとなった。
2007年からはスペインロードレース選手権(CEV)125ccクラスに参戦を開始、第2戦カタルニアで初表彰台(3位)を獲得し、年間ランキングでは7位を記録した。またこの年はロードレース世界選手権のサポートレースであるレッドブルMotoGPルーキーズカップにも参戦、アッセンで1勝を挙げてランキング4位となった。
2008年にも両レースへの参戦を継続、ルーキーズカップでは開幕から5戦中4勝を挙げてタイトル争いをリードしていたが、シーズン終盤の2レース連続リタイヤが響いてアメリカのJ.D.ビーチに逆転され、4ポイント差の年間ランキング2位に終わった。CEVのほうでもシーズン2勝を挙げ、エフレン・バスケスから16ポイント差のランキング2位となった。

### 125cc/Moto3 (2009-2013)
2009年、サロムはロードレース世界選手権第3戦スペインGP125ccクラスのレースにワイルドカード枠でグランプリデビュー、23位で完走を果たした。その後第6戦カタルニアGPで2度目のワイルドカード出場を経た後、第7戦ダッチTT以降はシモーネ・コルシの後任としてWRBチームのレギュラーシートを確保、シーズン残り10戦を戦った。サロムは第10戦イギリスGPでベストリザルトとなる6位に入賞、シリーズランキングでは22位を記録した。

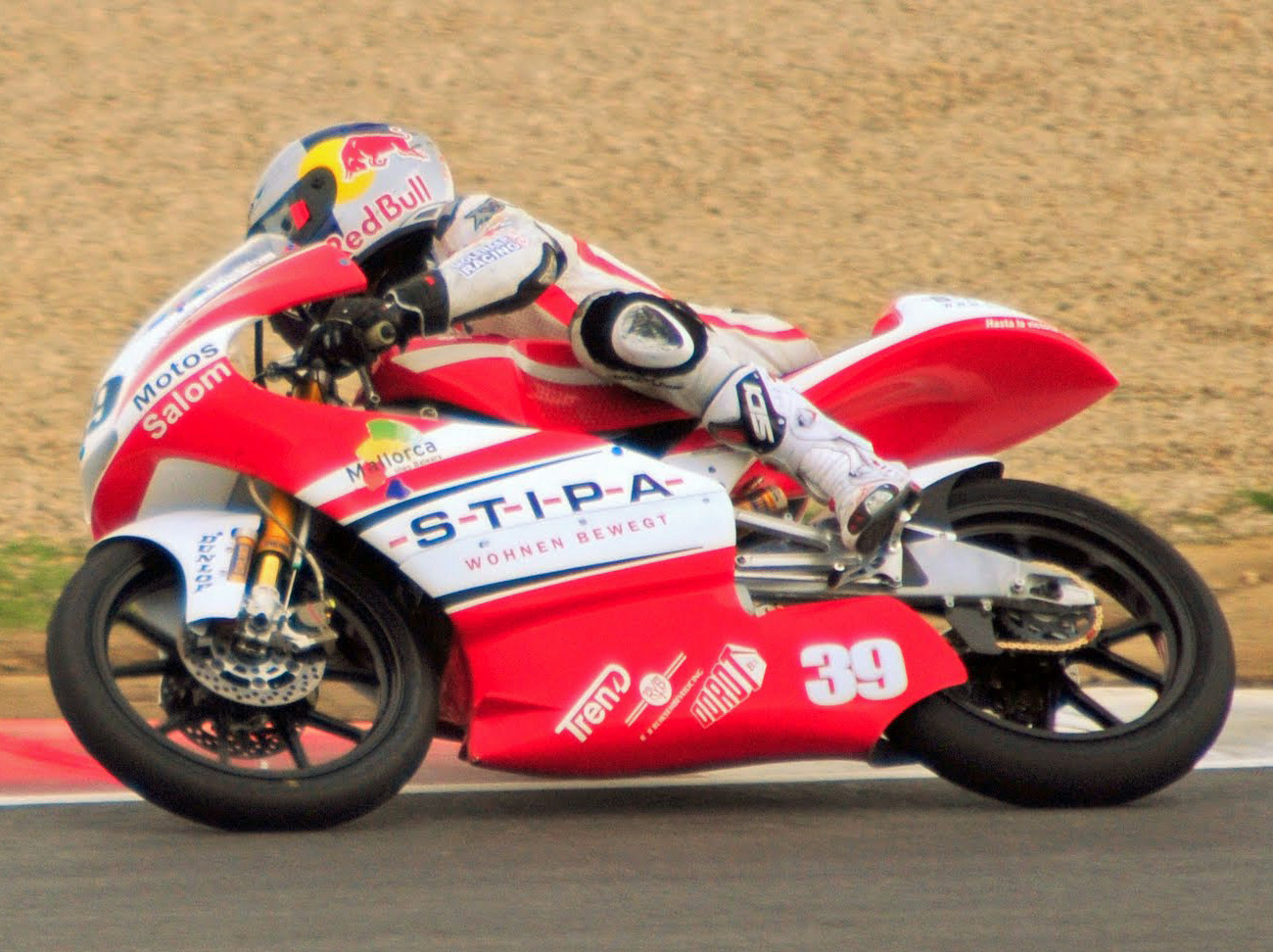
2010年 イギリスGP

翌2010年シーズンは、開幕戦からランブレッタチームからの出場となった。前年は中国のロンシンの名前で参戦していたこのチームのマシンのパフォーマンスは低かったが、第2戦スペインGPでこのシーズンチームにとって唯一となるポイント獲得を果たした。この活躍が認められ、第3戦フランスGP以降はスティパ・モレナーレーシングに移籍、最新ファクトリー仕様のアプリリア・RSA125を駆ることとなった。サロムはトップ10圏内の常連となり、第17戦ポルトガルGPでベストリザルトの5位を記録、年間ランキング12位に成績を伸ばした。
2011年シーズンもモレナーチームに残留する予定であったが、資金難に陥った同チームは活動休止となってしまう。このため参戦の危機に陥っていたが、チームの一部のスタッフとスポンサーにより新チーム「RWレーシングGP」が結成され、サロムは引き続きRSA125を駆ってグランプリに参戦できることとなった。
2012年にはインディアナポリスでサンドロ・コルテセ、マーベリック・ビニャーレスとのバトルを制して初勝利を上げる。第13戦のアラゴンでも勝利し、コルテセに次ぐランキング2位でシーズンを終えた。
2013年はレッドブル KTM アジョに移籍、開幕戦のカタールで勝利し、その後も勝利を重ねシーズンをリードする。しかしながら第17戦の日本グランプリで転倒リタイア、ランキング争いのライバル、マーベリック・ビニャーレスとアレックス・リンスにチャンスを与えてしまう。リンスはクラッシュしてリタイアしたものの、ビニャーレスは2位に入る。最終戦バレンシアでもサロムは再びクラッシュし、上位を争うリンスとビニャーレスに引き離される。サロムはこのレースで14位と成り2ポイント獲得、ファステストラップを記録したが、タイトルはビニャーレスが獲得、2位にはリンスが入り、サロムはランキング3位となった。

### Moto2 (2014-2016)
サロムはポンス・レーシングと2015年までの契約を結び、Moto2にステップアップした。かつてのライバル、マーベリック・ビニャーレスとチームメイトとなった。開幕戦のカタールでは14位、続くオースティンではリタイアと、2戦を終えた時点で2ポイントしか獲得できなかった。第7戦カタルーニャではジョナス・フォルガーとクラッシュ、両者ともリタイアとなった。サロムはレース後に病院で治療を受け、骨折した右腕の手術を受けた。
2016年、サロムはSAGレーシングチームに移籍、イェスコ・ラフィンとチームメイトとなる。開幕戦カタールでは2位でフィニッシュした。 

## 事故死
2016年6月3日に行われたカタルーニャグランプリの2回目のフリー走行開始から25分後、サロムは右の高速コーナー（12コーナー）で転倒、この結果セッションは赤旗で中断された。事故の様子は公式のカメラでは撮影されていなかったが、13コーナー付近の防犯カメラに映像が残されていた。サロムのマシンは舗装されたランオフエリアを一直線に滑りエアーフェンスへ叩きつけられ、その衝撃で上方にバウンドした。サロムはその後に滑り込み、マシンが彼の体に落下した。サロムは治療のためにカタルーニャの病院へ搬送され手術がおこなわれたが、現地時間の16時55分に死亡が確認された24歳没。彼の死の結果、レースは通常のレイアウトから速度を低減するため、F1でのレイアウトが使用されることとなった。

## ロードレース世界選手権 戦績

### シーズン別
| 年     | クラス | マシン         | 出走回数 | 勝利数 | 表彰台数 | PP | FL | ポイント | 順位 |
| ------ | ------ | -------------- | -------- | ------ | -------- | -- | -- | -------- | ---- |
| 2009年 | 125cc  | ホンダ         | 12       | 0      | 0        | 0  | 0  | 21       | 22位 |
| 2009年 | 125cc  | アプリリア     | 12       | 0      | 0        | 0  | 0  | 21       | 22位 |
| 2010年 | 125cc  | ランブレッタ   | 16       | 0      | 0        | 0  | 0  | 72       | 12位 |
| 2010年 | 125cc  | アプリリア     | 16       | 0      | 0        | 0  | 0  | 72       | 12位 |
| 2011年 | 125cc  | アプリリア     | 15       | 0      | 2        | 0  | 0  | 116      | 8位  |
| 2012年 | Moto3  | カレックス KTM | 17       | 2      | 8        | 0  | 1  | 214      | 2位  |
| 2013年 | Moto3  | KTM            | 17       | 7      | 12       | 4  | 5  | 302      | 3位  |
| 2014年 | Moto2  | カレックス     | 18       | 0      | 2        | 0  | 1  | 85       | 8位  |
| 2015年 | Moto2  | カレックス     | 17       | 0      | 0        | 0  | 0  | 80       | 13位 |
| 2016年 | Moto2  | カレックス     | 6        | 0      | 1        | 0  | 0  | 37       | 19位 |
| 計     |        |                | 118      | 9      | 25       | 4  | 7  | 927      |      |

### クラス別
| クラス | シーズン  | 初GP           | 初表彰台           | 初勝利                   | 出走回数 | 勝利数 | 表彰台数 | PP | FL | ポイント | タイトル |
| ------ | --------- | -------------- | ------------------ | ------------------------ | -------- | ------ | -------- | -- | -- | -------- | -------- |
| 125 cc | 2009-2011 | 2009年スペイン | 2011年オランダ     |                          | 43       | 0      | 2        | 0  | 0  | 209      | 0        |
| Moto3  | 2012-2013 | 2012年カタール | 2012年スペイン     | 2012年インディアナポリス | 34       | 9      | 20       | 4  | 6  | 516      | 0        |
| Moto2  | 2014-2016 | 2014年カタール | 2014年アルゼンチン |                          | 42       | 0      | 3        | 0  | 1  | 202      | 0        |

### 年度別
（凡例）
| 年     | クラス | マシン         | 1       | 2       | 3      | 4       | 5       | 6       | 7       | 8       | 9       | 10      | 11      | 12      | 13     | 14      | 15      | 16      | 17     | 18    | 順位 | ポイント |
| ------ | ------ | -------------- | ------- | ------- | ------ | ------- | ------- | ------- | ------- | ------- | ------- | ------- | ------- | ------- | ------ | ------- | ------- | ------- | ------ | ----- | ---- | -------- |
| 2009年 | 125cc  | ホンダ         | QAT     | JPN     | SPA 23 | FRA     | ITA     | CAT Ret |         |         |         |         |         |         |        |         |         |         |        |       | 22位 | 21       |
| 2009年 | 125cc  | アプリリア     |         |         |        |         |         |         | NED 16  | GER 13  | GBR 6   | CZE Ret | IND 13  | RSM 21  | POR 15 | AUS 19  | MAL 15  | VAL 13  |        |       | 22位 | 21       |
| 2010年 | 125cc  | ランブレッタ   | QAT Ret | SPA 15  |        |         |         |         |         |         |         |         |         |         |        |         |         |         |        |       | 12位 | 72       |
| 2010年 | 125cc  | アプリリア     |         |         | FRA 10 | ITA DNS | GBR Ret | NED 8   | CAT Ret | GER Ret | CZE 10  | IND 12  | RSM Ret | ARA 10  | JPN 8  | MAL 8   | AUS 8   | POR 5   | VAL 10 |       | 12位 | 72       |
| 2011年 | 125cc  | アプリリア     | QAT 8   | SPA Ret | POR 8  | FRA 10  | CAT Ret | GBR 4   | NED 2   | ITA 6   | GER 5   | CZE DNS | IND     | RSM Ret | ARA 5  | JPN 23  | AUS 2   | MAL Ret | VAL 7  |       | 8位  | 116      |
| 2012年 | Moto3  | カレックス KTM | QAT 4   | SPA 2   | POR 3  | FRA Ret | CAT 10  | GBR 2   | NED 4   | GER 3   | ITA Ret | IND 1   | CZE 2   | RSM 2   | ARA 1  | JPN Ret | MAL 4   | AUS 15  | VAL 10 |       | 2位  | 214      |
| 2013年 | Moto3  | KTM            | QAT 1   | AME 3   | SPA 2  | FRA 3   | ITA 1   | CAT 1   | NED 1   | GER 2   | IND 5   | CZE 1   | GBR 1   | RSM 4   | ARA 4  | MAL 1   | AUS 3   | JPN Ret | VAL 14 |       | 3位  | 302      |
| 2014年 | Moto2  | カレックス     | QAT 14  | AME Ret | ARG 3  | SPA 6   | FRA 5   | ITA 2   | CAT Ret | NED 15  | GER 14  | IND 26  | CZE Ret | GBR 19  | RSM 15 | ARA 13  | JPN 15  | AUS 17  | MAL 11 | VAL 4 | 8位  | 85       |
| 2015年 | Moto2  | カレックス     | QAT Ret | AME 27  | ARG 11 | SPA 7   | FRA Ret | ITA 5   | CAT 5   | NED DNS | GER 17  | IND 16  | CZE 9   | GBR 17  | RSM 9  | ARA Ret | JPN Ret | AUS 6   | MAL 6  | VAL 6 | 13位 | 80       |
| 2016年 | Moto2  | カレックス     | QAT 2   | ARG 15  | AME 13 | SPA 9   | FRA 10  | ITA Ret | CAT DNQ | NED     | GER     | AUT     | CZE     | GBR     | RSM    | ARA     | JPN     | AUS     | MAL    | VAL   | 19位 | 37       |

## 参照
1. ↑  “Campeonato de España de Velocidad, Circuito de Albacete - 5ª Prueba: Clasificación Provisional” (PDF). CEV Buckler.  Dorna Sports (2008年9月21日). 2011年7月23日時点のオリジナルよりアーカイブ。2010年11月9日閲覧。
2. ↑  “#39 Luis Salom”. Red Bull MotoGP Rookie Cup.  Red Bull. 2010年11月9日閲覧。
3. ↑  “Red Bull Rookie Standings 2008”. Red Bull MotoGP Rookie Cup.  Red Bull. 2011年7月15日時点のオリジナルよりアーカイブ。2010年11月9日閲覧。
4. ↑  “Gran Premio bwin.com de España: 125cc Entry List” (PDF). motogp.com.  Dorna Sports. 2010年11月9日閲覧。
5. ↑  コルシは第7戦以降フォンタナ・レーシングに移籍
6. ↑  “Entry list for 2010 125cc World Championship”. motogp.com (Dorna Sports). (2010年1月27日) 2010年11月9日閲覧。
7. ↑  “Monster Energy Grand Prix de France: 125cc Entry List” (PDF). motogp.com.   Dorna Sports. 2010年11月9日閲覧。
8. ↑  https://web.archive.org/web/20120528162916/http://www.motogp.com/ja/news/2011/Salom+with+RW+Racing+GP+in+2011
9. ↑  “Salom, Vinales sign two-year Pons deals”. Crash.net (Crash Media Group). (2013年9月11日) 2013年11月10日閲覧。
10. ↑  “Statement - Luis Salmon”. motogp.com.   Dorna Sports SL (2016年6月3日). 2016年6月3日時点のオリジナルよりアーカイブ。2016年6月3日閲覧。
11. ↑  Moto2ライダー、ルイス・サロムがセッション中の転倒事故で亡くなる - Autosport web 2016年6月4日付
12. ↑  “Catalulnya MotoGP to use F1 layout following Salom tragedy”. Crash.net (Crash.net). (2016年6月3日) 2016年6月4日閲覧。